# Zdzisław Obertyński
Zdzisław Marian Obertyński (ur. 1 grudnia 1894 we Lwowie, zm. 12 maja 1978 w Otwocku) – polski ksiądz katolicki, historyk Kościoła, historyk sztuki. 

## Życiorys
Urodził się w rodzinie Zdzisława i Marii z Pogorskich. Wykształcenie średnie otrzymał we Lwowie i w gimnazjum jezuickim w Kalsburgu k. Wiednia, gdzie w 1913 uzyskał świadectwo dojrzałości. Studiował prawo na Uniwersytecie Wiedeńskim (1913–1914). W latach 1916–1918 służył w stopniu porucznika kawalerii w armii austriackiej. Ciężko ranny dostał się do niewoli rosyjskiej i przebywał w różnych obozach jenieckich na terenie Rosji. Po wybuchu rewolucji uciekł z niewoli w 1918. Następnie został adiutantem gen. T. Rozwadowskiego i uczestniczył w formowaniu polskich sił zbrojnych. Po wyjeździe Rozwadowskiego do Paryża Obertyński wstąpił do seminarium duchownego w Krakowie. Studiował w jezuickim Canisianum w Innsbrucku oraz teologię w Rzymie. Święcenia diakonatu, a następnie kapłańskie przyjął w 1922. 
Pracował najpierw w Gołogórach, a od 1925 we Lwowie, gdzie był prefektem w szkołach powszechnych i średnich oraz wikariuszem w parafiach św. Magdaleny i św. Mikołaja. Doktorat z archeologii i historii sztuki kościelnej w 1926, habilitacja w 1930 na UJK z archeologii chrześcijańskiej i liturgiki historycznej. Wykładowca historii Kościoła na UW w latach 1932–1939 i 1947–1958. Profesor nadzwyczajny - 1936. Członek przybrany Towarzystwa Naukowego we Lwowie. 
W latach okupacji nie przerwał działalności dydaktyczno-naukowej, kontynuując ją na terenie Włoch, Francji i Wielkiej Brytanii. 
Zajmował się dziejami Ormian polskich, ikonografią chrześcijańską, średniowiecznymi pontyfikałami w Polsce. 
Zmarł w szpitalu w Otwocku. Pochowany został w grobowcu ss. niepokalanek obok sanktuarium Matki Boskiej Jazłowieckiej w Szymanowie k. Sochaczewa. 

## Ordery i odznaczenia
- Złoty Krzyż Zasługi (dwukrotnie: 1939, 1946)
- Komandor Orderu Zasługi Cywilnej (Bułgaria)
- Medal Obrony (Wielka Brytania)

## Wybrane publikacje
- Pontificale arcybiskupa lwowskiego Jana Rzeszowskiego w bibljotece kapitulnej w Gnieźnie, Lwów: Wydawnictwo Zakładu Narodowego im. Ossolińskich 1930.
- Tak zwany Psałterz Marjański z Zinna, Warszawa 1934.
- Die Florentiner Union der polnischen Armenier und ihr Bischofskatalog, Roma: Pont. Inst. Orientalium Studiorum 1934.
- Litewskie plany polskich kapucynów, Wilno 1939.
- Zmartwychwstańcy a Niepokalanki. Próba dokumentacji wzajemnej zależności, t. 1–2, Varsaviae 1950.
- Weto kardynała Puzyny, „Collectanea Theologica” 29 (1958), z. 1–IV, s. 11–48.
- Die polnischen Armenier und ihr Erzbischof Andreas in Jazłowiec, Wien 1961.
- Historia Kościoła w Polsce, t. 1: Do roku 1764, cz. 1: Do roku 1506, red. Bolesław Kumor, Zdzisław Obertyński, Poznań - Warszawa: „Pallottinum” 1974.
- The Cracow pontifical = (Pontificale Cracoviense saeculi XI) : Cracow, Jagellonian Library, MS.2057, ed. by Z. Obertyński, London: Henry Bradshaw Society 1977.
- Pontyfikał krakowski z XI wieku = Pontificale Cracoviense Saeculi XI, wydał Zdzisław Obertyński, Lublin: TN KUL 1977.
- Historia Kościoła w Polsce, t. 2: 1764–1945, cz. 1: 1764–1918, red. Bolesław Kumor, Zdzisław Obertyński, Poznań - Warszawa: „Pallottinum” 1979.
- Historia Kościoła w Polsce, t.2: 1764–1945, cz. 2: 1918–1945, red. Bolesław Kumor, Zdzisław Obertyński, Poznań - Warszawa: „Pallottinum” 1979.
- Historia kościoła ormiańskiego w Polsce, Warszawa: Koło Zainteresowań Kulturą Ormian przy Oddziale Warszawskim Polskiego Towarzystwa Ludoznawczego 1990.